# Csertő
Csertő község Baranya vármegyében, a Szigetvári járásban.

## Fekvése
A Zselic déli részén fekszik, az Almás-patak mellett, Szigetvár észak-északnyugati szomszédságában, a város központjától mintegy 7 kilométerre. A további határos települések: észak felől Szulimán, északkelet felől Mozsgó, délnyugat felől Basal, nyugat felől Somogyapáti, északnyugat felől pedig Somogyviszló.
Belterületének keleti széle mellett terül el az Almás-patak felduzzasztásával létrehozott Csertői-halastó.

### Megközelítése
Zsáktelepülés, közúton csak a 67-es főútból kiágazó, 66&nbső;121-es számú mellékúton érhető el.
1976-os megszüntetése előtt elérhető volt a Kaposvár–Szigetvár-vasútvonalon is, de azóta vasútvonal nem érinti.

## Története
Csertő és környéke a bronzkor óta lakott hely volt. Területén bronzkori, kelta és római korból származó leletek kerültek elő. Nevét az oklevelek 1360-ban említették először, Chertw alakban írva.
A török időkben folyamatosan lakott hely volt, lakói a későbbiekben is főként magyarok voltak.
1830-ban a Festetics család birtoka lett, aki itt kastélyt is épített.
Az 1950-es megyerendezéssel a korábban a Somogy vármegyéhez tartozó települést a Szigetvári járás részeként Baranyához csatolták.

## Közélete

### Polgármesterei
- 1990–1994: Hollósi Sándor (független)[3]
- 1994–1998: Hollósi Sándor (független)[4]
- 1998–2002: Hollósi Sándor (független)[5]
- 2002–2006: Hollósi Sándor (független)[6]
- 2006–2010: Patkó Béláné (független)[7]
- 2010–2013: Patkó Béláné (független)[8]
- 2013–2014: Fleckistánné Csöme Edit (független)[9]
- 2014–2019: Fleckistánné Csöme Edit (független)[10]
- 2019–2024: Fleckistánné Csöme Edit (független)[11]
- 2024– : Kiss Ildikó (független)[1]

A településen 2013. május 26-án időközi polgármester-választást (és képviselő-testületi választást) tartottak, az előző képviselő-testület önfeloszlatása miatt. A választáson az addigi polgármester is elindult, de a viszonylag nagy számú, összesen öt jelölt között csak a második helyet érte el.

## Népesség
A település népességének változása:
| Lakosok száma | 391  | 387  | 363  | 369  | 379  | 376  | 388  | 395  |
|               | 2013 | 2014 | 2015 | 2019 | 2021 | 2022 | 2023 | 2024 |

A 2011-es népszámlálás során a lakosok 79,6%-a magyarnak, 3,7% cigánynak, 0,5% horvátnak, 0,5% németnek, 0,3% szerbnek mondta magát (20,4% nem nyilatkozott; a kettős identitások miatt a végösszeg nagyobb lehet 100%-nál). A vallási megoszlás a következő volt: római katolikus 37,1%, református 13,8%, felekezeten kívüli 20,4% (25,1% nem nyilatkozott).
2022-ben a lakosság 88%-a vallotta magát magyarnak, 1,3% cigánynak, 1,1% németnek, 5,6% egyéb, nem hazai nemzetiségűnek (10,4% nem nyilatkozott; a kettős identitások miatt a végösszeg nagyobb lehet 100%-nál). Vallásuk szerint 31,9% volt római katolikus, 12,5% református, 0,3% evangélikus, 0,3% görög katolikus, 0,5% egyéb katolikus, 24,7% felekezeten kívüli (29,8% nem válaszolt).

## Nevezetességei

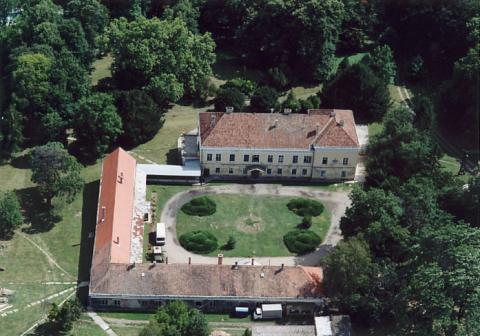
a kastély

- Festetics-kastély
- 48-as emlékmű
- Világháborús emlékmű